# Campionati norvegesi di sci alpino 2020
I Campionati norvegesi di sci alpino 2020 si sono svolti a Ål e Geilo dal 14 al 17 dicembre. Il programma ha incluso gare di slalom gigante e slalom speciale, sia maschili sia femminili. La manifestazione era originariamente in programma a Hafjell tra il 23 e il 30 marzo e prevedeva anche gare di discesa libera, supergigante e combinata, tutte sia maschili sia femminili, ma era stata annullata a causa alla pandemia di COVID-19; parzialmente riprogrammata a Bjorli tra il 19 e il 22 novembre, è stata nuovamente posticipata per la medesima ragione.
Trattandosi di competizioni valide anche ai fini del punteggio FIS, vi hanno potuto partecipare anche sciatori di altre federazioni, senza che questo consentisse loro di concorrere al titolo nazionale norvegese. 

## Risultati

### Uomini

#### Discesa libera
La gara, originariamente in programma il 25 marzo a Hafjell, è stata annullata.

#### Supergigante
La gara, originariamente in programma il 26 marzo a Hafjell, è stata annullata.

#### Slalom gigante
| Pos. | Atleta                   | Nazione  | Tempo   |
| ---- | ------------------------ | -------- | ------- |
| 1    | Simen Sellæg             | Norvegia | 1:46,00 |
| 2    | Alexander Steen Olsen    | Norvegia | 1:46,02 |
| 3    | Jørgen Hedenstad Breivik | Norvegia | 1:46,16 |
| 4    | Filip Wahlqvist          | Norvegia | 1:46,22 |
| 5    | Isak Staurset            | Norvegia | 1:46,24 |
| 6    | Oscar Zimmer             | Norvegia | 1:46,28 |
| 7    | Fredrik Møller           | Norvegia | 1:46,29 |
| 8    | Jon Gunnar Brøndmo       | Norvegia | 1:46,33 |
| 9    | Joachim Mjelde           | Norvegia | 1:46,34 |
| 10   | Sindre Myklebust         | Norvegia | 1:46,35 |

Data: 17 dicembre

Località: Geilo

#### Slalom speciale
| Pos. | Atleta                   | Nazione  | Tempo   |
| ---- | ------------------------ | -------- | ------- |
| 1    | Alexander Steen Olsen    | Norvegia | 1:41,16 |
| 2    | Filip Wahlqvist          | Norvegia | 1:41,42 |
| 3    | Andreas Strand           | Norvegia | 1:41,75 |
| 4    | Isak Staurset            | Norvegia | 1:41,91 |
| 5    | Tinius Aagesen           | Norvegia | 1:42,00 |
| 6    | Victor Rygh Kjelsli      | Norvegia | 1:42,16 |
| 7    | Jørgen Slettaløkken      | Norvegia | 1:42,38 |
| 8    | Hans Grahl-Madsen        | Norvegia | 1:42,40 |
| 9    | Andreas Sønsterud Amdahl | Norvegia | 1:42,60 |
| 10   | Eirik Ranheim Kveno      | Norvegia | 1:42,84 |

Data: 14 dicembre

Località: Ål

#### Combinata
La gara, originariamente in programma il 24 marzo a Hafjell, è stata annullata.

### Donne

#### Discesa libera
La gara, originariamente in programma il 25 marzo a Hafjell, è stata annullata.

#### Supergigante
La gara, originariamente in programma il 26 marzo a Hafjell, è stata annullata.

#### Slalom gigante
| Pos. | Atleta                        | Nazione  | Tempo   |
| ---- | ----------------------------- | -------- | ------- |
| 1    | Inni Holm Wembstad            | Norvegia | 1:51,73 |
| 2    | Anna Bryn Mørkeset            | Norvegia | 1:52,30 |
| 3    | Anine Thoresen                | Norvegia | 1:52,71 |
| 4    | Amalie Harildstad Bjørnsgaard | Norvegia | 1:52,82 |
| 5    | Cathinka Lunder               | Norvegia | 1:53,06 |
| 6    | Serine Moltzau                | Norvegia | 1:53,11 |
| 7    | Martine Fosmo Nyberg          | Norvegia | 1:53,35 |
| 8    | Malin Sofie Sund              | Norvegia | 1:53,42 |
| 9    | Carmen Sofie Nielssen         | Norvegia | 1:53,47 |
| 10   | Paulina Ringvold              | Norvegia | 1:53,58 |

Data: 15 dicembre

Località: Geilo

#### Slalom speciale
| Pos. | Atleta                | Nazione  | Tempo   |
| ---- | --------------------- | -------- | ------- |
| 1    | Anna Bryn Mørkeset    | Norvegia | 1:37,19 |
| 2    | Anine Thoresen        | Norvegia | 1:37,36 |
| 3    | Carmen Sofie Nielssen | Norvegia | 1:37,59 |
| 4    | Guro Hestad Vognild   | Norvegia | 1:37,86 |
| 5    | Emilie Bakkevig       | Norvegia | 1:37,97 |
| 6    | Marthe Tøsse Aandal   | Norvegia | 1:38,17 |
| 7    | Margrethe Frøland     | Norvegia | 1:38,57 |
| 8    | Martine Fosmo Nyberg  | Norvegia | 1:38,69 |
| 9    | Paulina Ringvold      | Norvegia | 1:38,84 |
| 10   | Malin Sofie Sund      | Norvegia | 1:38,89 |

Data: 16 dicembre

Località: Ål

#### Combinata
La gara, originariamente in programma il 25 marzo a Hafjell, è stata annullata.